# Kurten
Kurten è una città degli Stati Uniti d'America, situata nello Stato del Texas, nella Contea di Brazos.